# Hassani Abdelkrim
Hassani Abdelkrim è un comune dell'Algeria, situato nella provincia di El Oued.